# مرغ (سرده)
مَرغ (نام علمی: Cynodon) نام یک سرده از تیره گندمیان است.